# Anakāpalle
Anakāpalle (engelska: Anakapalle, teluga: అనకాపల్లి) är en ort i Indien.   Den ligger i distriktet Vishākhapatnam och delstaten Andhra Pradesh, i den sydöstra delen av landet, 1 400 km söder om huvudstaden New Delhi. Anakāpalle ligger 34 meter över havet och antalet invånare är 84 357.
Terrängen runt Anakāpalle är platt söderut, men norrut är den kuperad. Runt Anakāpalle är det tätbefolkat, med 613 invånare per kvadratkilometer. Anakāpalle är det största samhället i trakten. I omgivningarna runt Anakāpalle växer huvudsakligen savannskog.